# Ważka żółta
Ważka żółta, ważka ruda (Libellula fulva) – gatunek owada z rzędu ważek należący do podrzędu ważek różnoskrzydłych i rodziny ważkowatych (Libellulidae). Jest blisko spokrewniona z ważką płaskobrzuchą. Występuje w Europie, od pojedynczych stanowisk na Półwyspie Iberyjskim po Kaukaz i Morze Kaspijskie. W Polsce występuje głównie w północnej i wschodniej części kraju. Preferuje cieki wolno płynące, otoczone wysoką wodną roślinnością, chociaż zasiedla również takie środowiska jak stawy rybne, czy zarośnięte trzciną jeziora. Pomimo szerokiego zasięgu występowania pospolity jest tylko lokalnie. 
Wygląd samca zmienia się wraz z rozwojem: z jaskrawopomarańczowego w niedługim okresie po przeobrażeniu zmienia się z czasem w osobnika o czarnym tułowiu i szaroniebieskim odwłoku z czarnym zakończeniem. Młode, matowopomarańczowe samice także zmieniają z wiekiem kolor na znacznie ciemniejszy, brązowy. U dorosłych samców często widoczne są czarne ślady na 5–6 segmencie odwłoka wskazując miejsca, w które wczepione były nogi samicy podczas kopulacji.
Całkowita długość ciała: 42–45 mm, tylnego skrzydła: 32–38 mm. Rozpiętość skrzydeł 80 mm. W Polsce imagines latają od maja do lipca.
Samce przesiadują na roślinności nadwodnej, staczając między sobą krótkie walki.
Jedna z anglojęzycznych nazw ważki żółtej to Blue Chaser, co wskazuje na jej niebieski kolor. Nazwa polska pochodzi od samicy lub młodego samca (zabarwienie w odcieniach koloru pomarańczowego), zaś ta druga od dojrzałego samca (niebieski odwłok).
Pokrewieństwo ważki żółtej i ważki płaskobrzuchej z pozostałymi gatunkami z rodzaju Libellula jest niejasne. Proponowane jest przeniesienie obydwu gatunków do rodzaju Ladona, ale wymagane są dokładniejsze badania.